# Asimutodden
Asimutodden (norwegisch) ist eine Landspitze an der Von-Bellingshausen-Küste im Osten der Peter-I.-Insel in der Antarktis. Sie liegt 1,5 km nördlich der Landspitze Michajlovodden.
Norwegische Wissenschaftler benannten sie. Namensgebend ist der Azimut, der bei der Vermessung der Landspitze eine Rolle spielte.